# Macrogalea maizina
Macrogalea maizina är en biart som beskrevs av Brooks och Gregory B. Pauly 2001. Macrogalea maizina ingår i släktet Macrogalea och familjen långtungebin. Inga underarter finns listade i Catalogue of Life.